# Adalberto de Ostrevent
Adalberto I de Ostrevent (falecido por volta de 652) foi um nobre franco do século VII da corte do rei Clóvis II da França. Ele é reconhecido como um santo, e é comemorado em 2 de fevereiro (seu martírio) e 2 de maio (transladação de suas relíquias para Douai em 1221).

## Vida
Adalberto era filho de Gerberga, filha do magister militum Richomer e Gertrude de Hamage (falecido em 649), que fundou um convento em Wandignies-Hamage perto de Douai. De acordo com Alban Butler, Adalberto tinha dois irmãos, Sigefrid, conde de Ponthieu, e Erquinoaldo, prefeito do palácio de Clóvis II, filho de Dagoberto, com quem eram parentes. Seu relacionamento com o rei merovíngio Dagoberto foi proposto como tendo ocorrido por meio de sua mãe Gerberga e sua suposta irmã Bertrude (ou talvez Haldetrude, a primeira esposa de Clothar). No entanto, Karine Ugé argumenta que a conexão entre Adalberto e Erquinoaldo é uma ficção desenvolvida pelos cônegos de Saint-Amé (Saint Amatus) em Douai para aumentar a conexão com Rictrude.
Adalberto era um nobre líder e reivindicou o senhorio de Douai. Ele era um discípulo de Amândio de Maastricht. Em 630, Adalberto fundou a Abadia de Marchiennes. Durante uma expedição militar na Gasconha, ele conheceu e se casou com Rictrude de Marchiennes, filha de Ernoldo, senhor de Toulouse, apesar da oposição de ambas as famílias. Embora seus pais tenham aprovado, outros se opuseram. O casamento foi considerado feliz. Eles tiveram quatro filhos: Maurant, abade de Breuil (falecido em 702); Eusebia de Douai (também conhecida como Ysoie) (morreu por volta de 680), abadessa da Abadia de Hamage perto de Arras; Adalsinda, uma freira em Hamage (falecida em 714); e Clotsinda (falecido em 714). Todos são venerados como santos.
O casal abriu seu castelo para os pobres e desfavorecidos. O monge eremita Richarius era amigo da família. A esposa de Adalbald fez da abadia de Marchiennes um mosteiro duplo em 643.
Adalberto foi assassinado em circunstâncias obscuras por volta de 652, perto de Périgueux, durante uma expedição subsequente à Aquitânia, provavelmente por parentes de sua esposa ainda ressentidos com o casamento com um inimigo de seu povo. Seu corpo foi devolvido a Flandres e enterrado na Abadia de Saint-Amand, onde foi venerado como um mártir, pois sua morte ocorreu em uma região que em grande parte ainda não havia adotado o Cristianismo. Seu nome, entretanto, não é mencionado atualmente nos calendários litúrgicos de Cambrai e Lille.

Após a morte de Adalberto, seu irmão Erquinoaldo (Erkenwald) reconstruiu o castelo de Douai (que deu origem à vila) e fundou a igreja de Nossa Senhora, agora dedicada a Santo Amatus.